# Euphyia subangulata
Euphyia subangulata là một loài bướm đêm trong họ Geometridae.